# Fuyumi Shiraishi
Fuyumi Shiraishi  (白石冬美?, Shiraishi Fuyumi), nata Shiraishi Fumiko (白石芙美子?, Shiraishi Fumiko) (Pechino, 14 ottobre 1936 – Tokyo, 26 marzo 2019) è stata un'attrice e doppiatrice giapponese, affiliata con la Ken Production.
Fra i suoi ruoli principali Mirai Yashima in Mobile Suit Gundam, 001 in Cyborg 009 e Patalliro in Boku Patalliro!

## Ruoli principali
- Ashita no Joe (Sachi)
- Osomatsu-kun 1966 (Karamatsu)
- Obake no Q-Taro 1985 (Doronpa)
- Kaibutsu-kun 1968 (Tarou Kaibutsu)
- Mobile Suit Gundam 1979-1980 (Mirai Yashima, Katz Kobayashi)
- Mobile Suit Zeta Gundam 1985 (Mirai Noa)
- Kyojin no Hoshi (Akiko Hoshi)
- Cyborg 009 1968 (Ivan Whiskey/001)
- Space Runaway Ideon 1980-1981 (Kasha Imhof)
- Pāman 1967 (Pāman 7/Pābō)
- Sally la maga 1966 (Poron)
- I fantastici viaggi di Fiorellino 1981-1982 (Princessa Flora)
- Boku Patalliro! 1982 (Patalliro)